# إيرل فيسون
إيرل فيسون (بالإنجليزية: Earl Faison)‏ هو لاعب كرة قدم أمريكية أمريكي، ولد في 31 يناير 1939 في نيوبورت نيوز في الولايات المتحدة، وتوفي في 12 يونيو 2016 في بريسكوت في الولايات المتحدة.

## وصلات خارجية
- إيرل فيسون على موقع مرجع كرة القدم المحترفة.كوم (الإنجليزية)